# Johann Hermann Lestocq

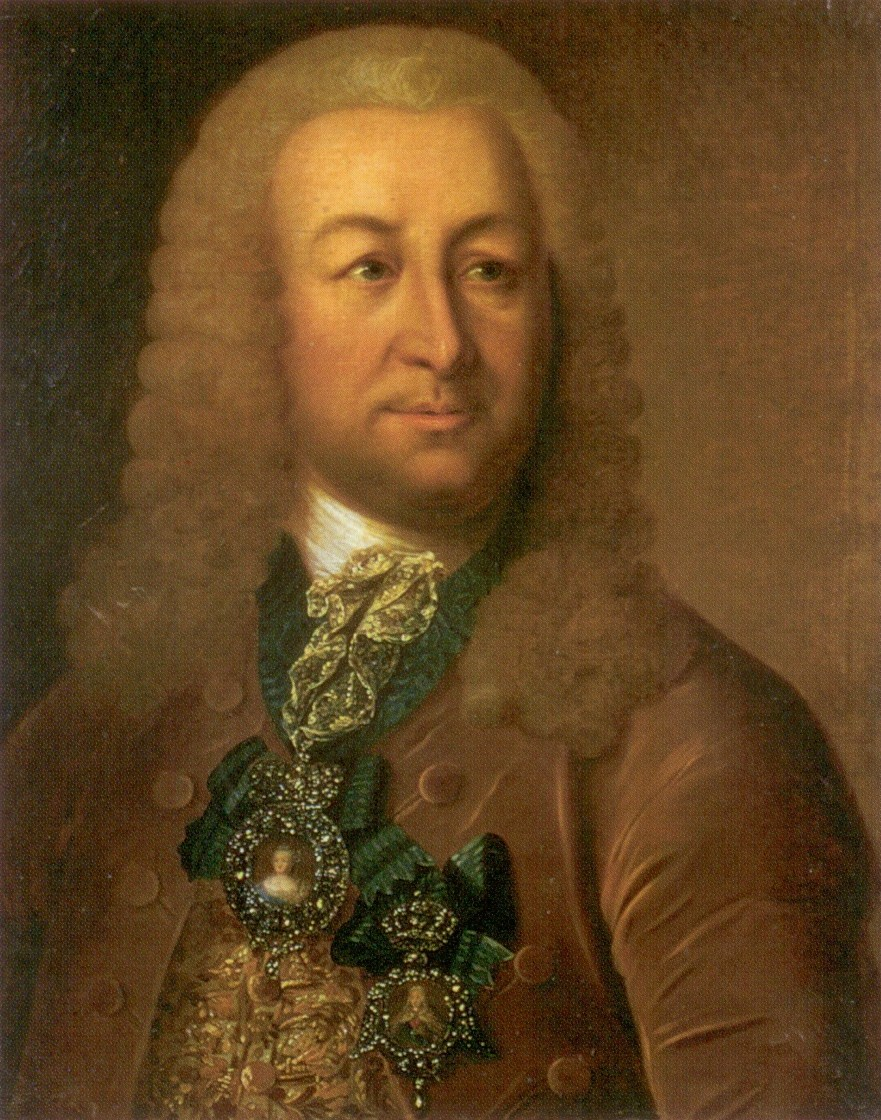
Johann Hermann Lestocq.

Johann Hermann (eller Jean Armand) Lestocq (eller L'Estocq), född den 29 april 1692 i Celle, död den 23 juni 1767 i Sankt Petersburg, var en tysk greve, ryska kejsarinnan Elisabets gunstling.
Lestocq var son till en fransk hugenottisk fältskär, som efter Nantesiska ediktet flytt till Hannover. Själv kom han 1713 till Ryssland som fältskär och anställdes hos Peter den store, förvisades 1718 till Kazan, men återkallades 1725 av Katarina I och utnämndes till hennes livmedikus. 
Efter Katarinas död (1727) behöll han samma befattning hos hennes yngre dotter, prinsessan Elisabet, och blev dennas förtrogne. Redan 1730 hade han vid Peter II:s död varit betänkt på att skaffa Elisabet tronen, och 1741 ledde han den palatsrevolution, som förverkligade denna plan. 
Nästan alla viktigare regeringsärenden gick därefter genom Lestocqs hand, höga ämbeten hopades på honom, och han erhöll bland annat (1744) tysk riksgrevlig värdighet. Men sedan han alltmera slutit sig till tronföljaren, sedermera kejsar Peter III, miste han 1748 alla sina befattningar och gods.
Han förvisades några år senare till guvernementet Archangelsk. Peter III tillät honom 1762 att återvända; han återfick sin rang och erhöll av Katarina II en pension, men användes ej vidare i statsämbeten. 